# Snežana Momirov
Snežana Pavlović, coniugata Momirov (in serbo Снежана Павловић-Момиров?; Kragujevac, 14 maggio 1969), è un'ex cestista jugoslava.

## Carriera
Con la Jugoslavia ha disputato i Campionati europei del 1995.